# Cornelius Anton Jan Abraham Oudemans
Cornelius Anton Jan Abraham Oudemans, także Corneille Antoine Jean Abraham Oudemans lub Cornelis Antonie Jan Abraham Oudemans (ur. 1825 w Amsterdamie, zm. 1906 w Arnhem) – holenderski lekarz i przyrodnik.
Był synem poety i filozofa Antoniego Oudemansa. W wieku siedmiu lat wraz z rodzicami wyjechał do Holenderskich Indii Wschodnich, gdzie jego ojciec był dyrektorem szkoły publicznej. W 1839 r. wrócił do Amsterdamu, gdzie ukończył studia klasyczne. Dwa lata później, w 1841 r. zaczął studiować medycynę na Uniwersytet w Lejdzie, w 1848 r. kontynuował studia w Paryżu i Wiedniu. Po ukończeniu studiów nauczał botaniki i był dyrektorem Ogrodu Botanicznego w Amsterdamie.
Był autorem publikacji zarówno z zakresu medycyny, jak i mykologii.
Przy nazwach naukowych utworzonych przez niego taksonów dodawany jest skrót jego nazwiska Oudem.